# Unça (massa)
Una unça (símbol oz) és una unitat de mesura de massa de valor molt variable segons els països o les localitats.
Al segle xix s'usaven les lliures i les unces per a la mesura del pes dels sòlids, i els porrons i els petricons com a unitat de mesura de volum per als líquids. L'unça troy (símbol ozt) s'utilitza en el comerç anglosaxó en metalls preciosos com l'or o l'argent, pedres precioses. Una unça troy equival a 31,103 476 8 grams.
En l'antic sistema de mesures català, l'unça era una unitat de mesura de massa equivalent a 33,33 g, de manera que tres unces fan 100 g al Països Catalans i a Aragó. I dotze unces eren uns 400 g (una lliura). L'unça es dividia en quatre quarts d'unça o en setze argenços.